# Нада (1976—1993)
Нада је био женски часопис који је почео да излази 1976. године. Издавала га је НИП Борба. Излазио је двонедељно, од броја 134 (1981) са поднасловом Ревија за жену и породицу. Под насловом Нада часопис је излазио 18 година, а последњи број 446. појавио се на киосцима 1993. када се часопис угасио. На гашење оригиналног часописа утицала је тадашња финансијска криза, узрокована међународним санкцијама, али је наставио да излази под другим насловима. Континуитет часописа Нада на овај начин трајао је пуних 29 година, све до 2004.

## НаследнициНаде
Од 1993. као наследник Наде излази часопис Нова Нада : недељни лист за породицу. Пратећи континуитет претходника, први број Нове Наде, нумерисан је као 447, изашао је 16. априла 1993. а последњи, 503. 1996. године. Нова Нада је такође излазила двонедељно.
Од 1997. до 2001. излази наследник под насловом Наданова (односно Нада нова) у издању Компаније Новости. Под овим насловом, као месечник, изашао је 51 број, овога пута нумерисан од броја 1.
Од 2001. године поново излази под насловом Нада, али сада са поднасловом породични магазин и у издању Вечерњих новости. Наставља нумерацију Наданове, па је први број нумерисан као 52, али убрзо преузима континуитет нумерације првобитне Наде, тако да је последњи број, који је изашао 2004. године, нумерисан као 599. и то је био последњи број овог часописа.

## О часопису
Часопис Нада био је један од најпознатијих женских часописа на овим просторима. Бавио се најзанимљивијим темама из јавног живота, од здравља до естраде. Најчешће су га куповале жене из тадашњег средњег слоја. Часопис је излазио пуних 18 година али се, као и многи други, угасио на почетку финснијске кризе у земљи. Ипак, под другим насловима успео је да се одржи још 11 година, када је коначно престао са излажењем.

### Додаци
У часопису Нада излазили су и специјални додаци:
- Нада савремена кухиња, додатак посвећен кулинарским рецептима и
- Нада Кројеви, додатак посвећен кројењу и шивењу.[1]

## Уредници
Часопис Нада (1976-1993):
- Ибољка-Буба Мишић од оснивања (до 1979. као вршилац дужности) до броја 362 из 1990.
- Драгана Влаховић од броја 363 из 1990. до броја 437 из 1992.
- Јелена Маринчић, као вршилац дужности, од броја 438 из 1992. до последњег броја гашења часописа 1993. године[1]

Часопис Нова Нада:
- Јелена Маринчић, као вршилац дужности, до гашења часописа 1996.[2]

Часопис Наданова:
- главни и одговорни уредник од почетка излажења био је Радислав Раде Брајовић, а уредник до броја 8 Милан Мишић
- од броја 9 (1998) уредник је Драгана Савић
- од броја 17 (1998) в.д. главног и одговорног уредника је Перо Симић, а уредник Слободанка Боба Милосављевић
- од бр. 38 (2000) одговорни уредник је Слободанка Боба Милосављевић[3]

Часопис Нада (2001-2004):
- Слободанка Боба Милосављевић од почетка до броја 558
- Виолета Рашковић-Таловић од броја 559 (2002) до коначног гашења часописа[4]